# Indo-Pacifique (géopolitique)
 (16 août 2025).
Cet article concerne un espace géopolitique. Pour le concept de biologie marine, voir Bassin Indo-Pacifique.
En géopolitique et en relations internationales l'Indo-Pacifique ou l’Indopacifique désigne avant tout un espace allant des rivages de l’Afrique et de l'Asie à ceux de l'Océanie et des États-Unis, organisé autour du pivot chinois et indien, avec Singapour et Malacca en nœud central et Suez et Panama comme verrous d’accès. D’un point de vue stratégique, l’Indopacifique est l’espace des interactions entre les trois plus grandes puissances mondiales actuelles ou en devenir : les États-Unis, la Chine et l'Inde. Tous les autres acteurs se positionnent en fonction de leurs stratégies géopolitiques, dans une partie du monde où les enjeux sont multiples : commerciaux, sécuritaires et climatiques notamment. 
Les quatre États à l'origine du concept géopolitique d'Indo-Pacifique durant les années 2000 sont le Japon, l'Australie, les États-Unis et l'Inde. Début 2025, plus d’une douzaine de pays ou d’organisations internationales avaient adopté des documents de référence sur leur stratégie indo-pacifique. L’espace géographique couvert dans ces documents est variable selon qu’il inclut ou non les côtes orientales de l’Afrique et la façade pacifique du continent américain. 
Dans sa définition la plus extensive, des côtes est-africaines aux côtes américaines, s'étendant sur quatre continents, l'Indo-Pacifique inclut plusieurs dizaines d'États qui représentent près des deux-tiers de la population mondiale et dont les rivalités géopolitiques sont multiples et souvent sans rapports directs avec les relations entre les trois grandes puissances. A contrario l'évolution de la Chine, passée en quelques années du statut de puissance commerciale à celui de grande puissance, très active dans tout cet espace indo-pacifique appelle ses rivaux à y définir et y mettre en œuvre une stratégie globale. L'action de Pékin est intrinsèquement indo-pacifique, qu'il s'agisse de son rôle dans les principales organisations multilatérales dans la zone, de sa Belt and Road initiative, de ses revendications en mer de Chine méridionale, de ses relations conflictuelles avec l'Inde, du déploiement de la Marine chinoise sur les routes maritimes actuelles ou en devenir dans l'Arctique. Enfin, le devenir de Taïwan est un déterminant fort des politiques de Pékin et de Washington. 
L'Indo-Pacifique est un concept géopolitique et n'est donc ni purement descriptif sur le plan géographique ni neutre sur le plan des relations internationales. Du point de vue de Washington, il s'agit de mobiliser le plus grand nombre possible de pays alliés ou amicaux pour contrer la puissance croissante de Pékin. La Chine ne reconnaît pas la validité de ce concept et considère qu'il s'agit d'une tentative des États-Unis de mettre en place une alliance hostile du type de l'OTAN. D'autres acteurs, comme l'ASEAN ou l'Inde, mettent l'accent sur des aspects tels que la prospérité économique, la connectivité et la coopération multilatérale dans leurs concepts indo-pacifiques,. 

## Vision des États-Unis
La focalisation des États-Unis sur l'Asie-Pacifique ne cesse de se renforcer depuis le début des années 2000. Elle devient officielle avec le « pivot vers l'Asie » annoncé par Barack Obama en 2011. Sous sa présidence, l'administration américaine se réfère à la zone Asie-Pacifique. Sa stratégie consiste à réaffirmer la présence des États-Unis dans la région, de montrer à la Chine que les États-Unis sont déterminés à préserver leurs intérêts et ceux de leurs alliés tout en favorisant une politique de coopération dans de nombreux domaines. À la fin de sa présidence, Obama affirme « qu'en tant que nation du Pacifique, nous sommes là pour rester. Dans les bons comme dans les mauvais jours, vous pourrez compter sur les Etats-Unis d’Amérique ». 

Zone d'opérations de l'USINDOPACOM.

En 2017, Donald Trump présente dans un discours prononcé à Da Nang, une vision d’« Indo-Pacifique libre et ouvert » (en anglais : Free and Open Indo-Pacific, FOIP). La National Security Strategy, qui présente fin 2017 la vision de l’administration Trump sur la situation en Asie, affirme que « la Chine cherche à supplanter les États-Unis dans la région de l’Indo-Pacifique, à étendre la portée de son modèle économique dirigé par l’État, et à réorganiser la région en sa faveur ». Pour la nouvelle administration, « une compétition géopolitique entre des visions libre et répressive de l’ordre mondial se déroule dans l’Indo-Pacifique ». L'adoption du terme Indo-Pacifique se traduit de façon institutionnelle dans l'organisation des grands commandements militaires américains : en 2018, l'U.S. Pacific Command est renommé U.S. Indo-Pacific Command.

### Ouvrages
- Isabelle Saint-Mézard, Géopolitique de l'Indo-Pacifique, Presses Universitaires de France, 2022, 192 p. (ISBN 978-2130837787).
- Delphine Allès (dir.) et Christophe Jaffrelot (dir.), L'Indo-Pacifique: L'enjeu mondial, Les Presses de Sciences Po, 2024, 189 p. (ISBN 978-2724643053).

### Documents nationaux officiels de stratégie indo-pacifique
- « La stratégie de la France dans l'Indopacifique », sur Ministère de l'Europe et des Affaires étrangères, juillet 2025.
- (en) « EU Indo-Pacific Strategy », sur European Union External Action (EEAS), novembre 2024.
- (en) « Indo-Pacific Strategy of the United States », sur The White House, février 2022.
- (en) « Republic of Korea Indo-Pacific Strategy », sur Ministry of Foreign Affairs, décembre 2022.
- « La Stratégie du Canada pour l’Indo-Pacifique », sur Gouvernement du Canada, novembre 2022.
- (en) « New Plan for a Free and Open Indo-Pacific », sur Ministry of Foreign Affairs of Japan, mars 2025.
- (en) « Foreign Policy White Paper », sur Australian Government, 2017.

### Autres documents
- (en) Felix Heiduk et Gudrun Wacker, From Asia-Pacific to Indo-Pacific, German Institute for International and Security Affairs (SWP), 2020, 43 p. (lire en ligne).